# الخيالي (فلم)
الخيالي (باليابانية: 屋根裏のラジャー) فيلم أنمي ياباني من اخراج يوشيوكي موموس وانتاج استديو بونوك، مقتبس من كتاب قصص للأطفال من تأليف الكاتب البريطاني أي.إف هارولد. تدور أحداث الفيلم حول فتاة صغيرة تدعى أماندا وصديقها الخيالي روجر.

## القصة
في عالم يمكن أن تعيش فيه الكائنات الخيالية وتُأكل من قبل الآخرون، لا يمكن لأحد رؤية روجر، وهو فتى خيالي، سوى فتاة صغيرة تدعى أماندا. يقتصر وجودهم المشترك على علية منزل أماندا، حيث يتعمقون في خيالها النابض بالحياة. ومع ذلك، فإن التخيلات تخضع لمصير لا يرحم: الذوبان مع النسيان البشري. في حيرة من هذا الاحتمال، يتمسك روجر ببصيص من الأمل، ويشرع في رحلة غير واضحة بعد وصول السيد بونتينغ الذي يطارد التخيلات، إلى عتبة أماندا. تقوده رحلته إلى الجيب المشار إليه باسم "مدينة التخيلات"، وهو ملاذ للتخيلات المنسية. يبدأ هذا اللقاء رحلة هائلة توجه مسار الروابط العائلية والروابط العزيزة، وتشكيل مساراتها القادمة.

## الشخصيات
- روجر

أداء صوتي: تيرادا كوكورو
الشخصية الرئيسية للفيلم. هو صديق خيالي ولد من خيال فتاة صغيرة تدعى أماندا.
- أماندا

أداء صوتي: ريو سوزوكي
الفتاة التي خلقت روجر. تعيش في الطابق الثاني من محل لبيع الكتب.
- ليزي (والدة أماندا)

أداء صوتي: ساكورا أندو
كانت مالكة لمكتبة، لكن لظروف مختلفة أُغلق المتجر ووجدت وظيفة أخرى. "ليزي" هو لقب، واسمها الحقيقي هو إليزابيث.
- إيميلي

أداء صوتي: ريسا ناكا
فتاة يلتقي بها روجر في العالم الخيالي. على الرغم من عدم وجود تسلسل هرمي في العالم الخيالي، إلا أنها القائد الفعلي. وهي الوحيدة باستثناء روجر لها مظهر يشبه الإنسان في العالم الخيالي.
- زينزان

أداء صوتي: تاكايوكي يامادا
قطة بعين يمنى حمراء وعين يسرى زرقاء غريبة. يشرح لروجر مصيره ويرشده إلى العالم الخيالي. لا ينادي روجر باسمه بل يناديه بـ "الصبي" ويعامله عن بعد.
- الجدة داونبيت (الجدة المتشائمة).[4]

أداء صوتي: أتسوكو تاكاهاتا
جدة أماندا تعيش في الريف.
- السيد بونتينغ

أداء صوتي: إيسي أوغاتا
رجل غامض. يستهدف روجر دائمًا، وتتبعه دائمًا فتاة ذات شعر أسود وترتدي ملابس سوداء صامتة وخالية من التعبير.
- كويوكي تشان

أداء صوتي: كانوكا كومي
فرس نهر وردي يصادفه روجر في العالم الخيالي.
- أورورا

أداء صوتي: سوغيساكي هانا
- فريزر

أداء صوتي: ساتوشي تيراو
كلب عجوز وهمي. يرافق روجر الذي يشعر بالقلق من العالم الخيالي.
- هينو

أداء صوتي: إيشيريوساي ساداتومو
هيكل عظمي بحجم طفل صغير يصادفه روجر في العالم الخيالي. أثناء احداث الفيلم، يجد "صديقًا جديدًا" بالصدفة ويترك القصة.
- ديلون

أداء صوتي: إيكوي أوتاني
لعبة الروبوت يلتقى به روجر لأول مرة ويتحدث معه في العالم الخيالي.
- جوليا

أداء صوتي: كوجيرو هيراساوا
زميلة أماندا. تهدف أن تصبح راقصة بالية.
- جون

أداء صوتي: إيتو كاواهارا
صبي يذهب إلى نفس المدرسة مع أماندا. يلتقي روجر في مخيلته.

## روابط خارجية
- مقالات تستعمل روابط فنية بلا صلة مع ويكي بيانات